# Augustin Weltzel
Augustin Bogislaus Weltzel (ur. 9 kwietnia 1817 w Jelczu, zm. 4 listopada 1897 w Tworkowie) – niemiecki ksiądz katolicki, historyk Górnego Śląska.
Był synem gajowego w majątku hrabiego von Saurma-Jeltsch. Ukończył gimnazjum we Wrocławiu oraz studia teologiczne na Uniwersytecie Wrocławskim. 8 maja 1841 r. przyjął święcenia kapłańskie. Następnie został mianowany wikarym w Szczecinie, później w Pomorzanach. W 1857 r. dzięki poparciu hrabiego otrzymał urząd proboszcza w Tworkowie, gdzie pracował do śmierci. W 1863 r. został posłem do Reichstagu z powiatu raciborskiego. W 1866 r. otrzymał od króla pruskiego Order Czerwonego Orła IV klasy. W 1889 r. Uniwersytet Wrocławski nadał mu doktorat honoris causa.
Augustin Weltzel już podczas pracy na Pomorzu interesował się historią. Po przeniesieniu do Tworkowa rozpoczął badania w archiwach Raciborza, Wrocławia, Opola, Berlina, Opawy, Pragi oraz Wiednia. Ich rezultatem były publikowane monografie poszczególnych miast Górnego Śląska i rodów szlacheckich. Już za swojego życia uważany był za największego historyka Górnego Śląska.
Od 2007 roku Ruch Autonomii Śląska przyznaje nagrodę im. ks. Weltzla. Jej celem jest uhonorowanie wysiłków badaczy i popularyzatorów historii Górnego Śląska.

## Publikacje
- Geschichte der Stadt und Herrschaft Ratibor, Ratibor 1861 (wyd. 2 – 1881)
- Geschichte der Stadt, Herrschaft und ehemaligen Festung Cosel, 1866 (wyd. 2 – 1888)
- Geschichte des Geschlechts der Saurma und Sauerma, 1869
- Geschichte der Stadt Neustadt in Oberschlesien, 1870, tłumaczenie polskie Dzieje miasta Prudnika na Górnym Śląsku, 2005
- Geschichte der edlen und freiherrlichen Geschlechts von Eichendorff, 1876 (wyd. 2 – 1992)
- Geschichte der Stadt und Herrschft Guttentag (1882)
- Geschichte des edlen, freiherrlichen und gräflichen Geschlechts von Praschma, 1883 (wyd. 2 – 1992)
- Geschichte des Ratiborer Archypresbiteriates, Breslau 1885 (wyd. 2 – 1896)
- Geschichte der Stadt Sohrau in Ober-Schlesien, 1888, tłumaczenie polskie Historia miasta Żory na Górnym Śląsku, 1997
- Besiedlungen des nördlich der Oppa gelegenen Landes, Bd. 1–2, Loebschutz 1890–1891
- Pomniki pobożności po szlachetnej rodzinie hrabiów z Gaszyna w Górnym Śląsku
- Żywot błogosławionej Eufemii, księżnej raciborskiej z zakonu św. Dominika
- Dzieje hrabiów von Oppersdorff – zaginione